# Irma Joubert
Irma Joubert (Pretoria, 28 de agosto de 1947) es una escritora sudafricana principalmente de novela histórica, galardonada con el premio AKTV que promueve la cultura y el idioma afrikáans.

## Trayectoria
Estudió en la Universidad de Pretoria y trabajó como profesora de instituto hasta 2004, cuando decidió enfocarse en la escritura. Además también ha trabajado como periodista para Media24.

## Obra
- Immer wees, 2015
- Tolbos, 2013
- Kronkelpad, 2011
- Tuiskoms, 2011
- Persomi, kind van brakrant, 2010
- Anderkant Pontenilo, 2009
- Veilige hawe, , 2009
- Tussen stasies, 2007
- Verbode drif , 2006
- Ver wink die Suiderkruis, 2006
- 'n Beskermengel vir Marlene, 2006
- Vonkpos vir die hart, 2005